# Перепись населения США (1850)

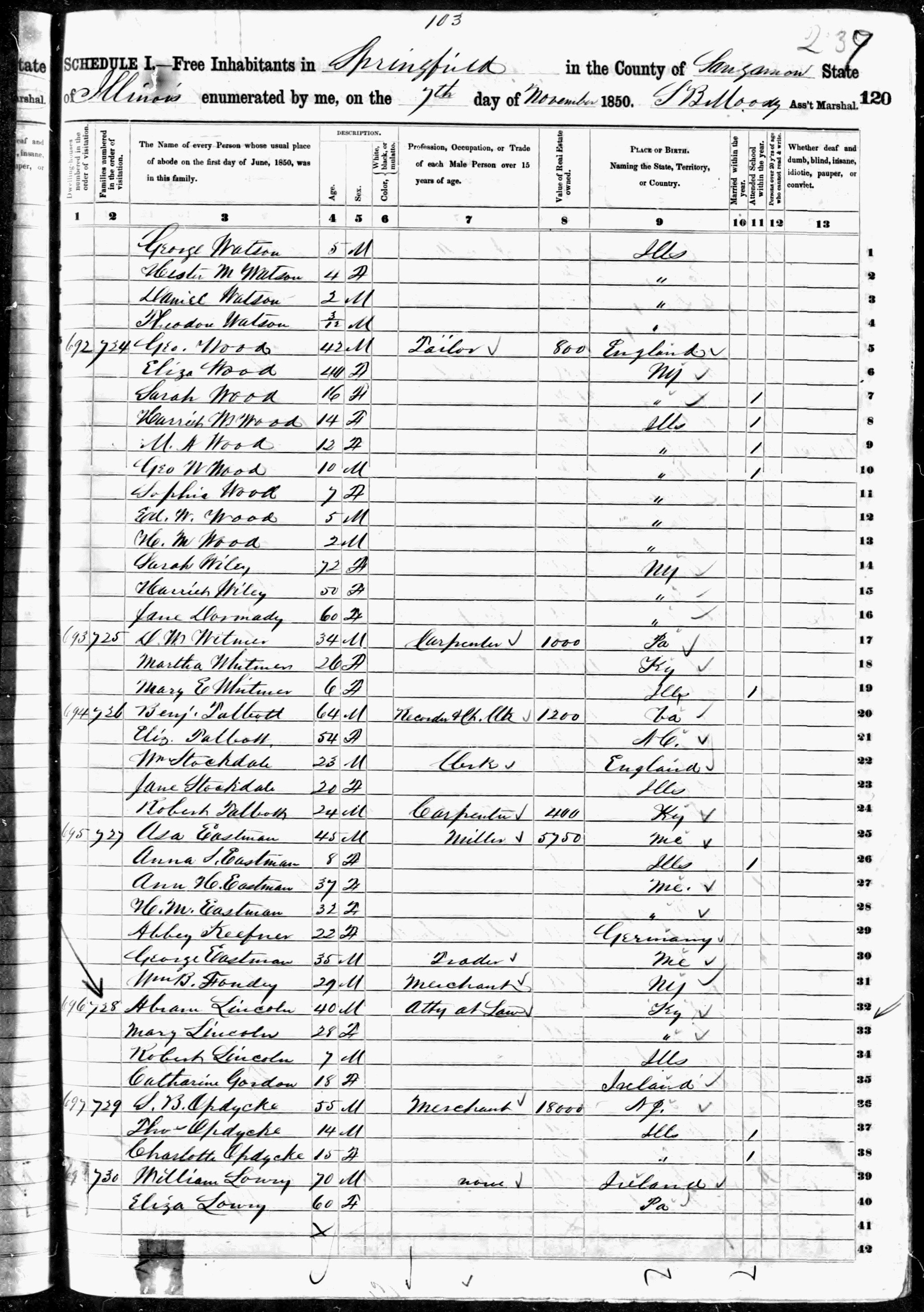
Бланк для переписи населения США 1850 года с личными данными Авраама Линкольна

Перепись населения США 1850 года была седьмой по счету переписью населения, проводимой на территории США. Она была проведена 1 июня 1850 года. Численность населения страны по итогам переписи была определена в 23 191 876 человек (на 35,9% больше по сравнению с результатами предыдущей переписи), из которых 3 204 313 были рабами.
В данной переписи впервые сбор данных был направлен не на семью в целом, а на каждого её члена в отдельности. Ранее узнавались лишь имя главы семейства и самые общие данные всей семьи. Также впервые был добавлен вопрос о месте рождения.

## Список вопросов
В бланке переписи 1850 года присутствовали следующие вопросы:
1. Имя
2. Адрес
3. Возраст
4. Пол
5. Цвет кожи (белый, черный или мулат)
6. Являлся ли опрашиваемый глухим, немым, слепым, сумасшедшим или умалишённым
7. Стоимость недвижимости, находящейся в собственности (требовалось от всех свободных граждан)
8. Профессия или специальность (для мужчин старше 15 лет)
9. Место (штат, территория или округ) рождения
10. Проходил ли опрашиваемый обряд бракосочетания в этом году
11. Посещал ли опрашиваемый школу в этом году
12. Умеет ли опрашиваемый читать и писать (для лиц старше 20 лет)
13. Является ли опрашиваемый нищим или осужденным

## Результаты переписи
|   | Город         | Штат         | Население |
| - | ------------- | ------------ | --------- |
| 1 | Нью-Йорк      | Нью-Йорк     | 696 115   |
| 2 | Балтимор      | Мэриленд     | 169 054   |
| 3 | Бостон        | Массачусетс  | 136 881   |
| 4 | Филадельфия   | Пенсильвания | 121 376   |
| 5 | Новый Орлеан  | Луизиана     | 116 375   |
| 6 | Цинциннати    | Огайо        | 115 435   |
| 7 | Сент-Луис     | Миссури      | 77 860    |
| 8 | Спринг-Гарден | Пенсильвания | 58 894    |
| 9 | Олбани        | Нью-Йорк     | 50 763    |